# Tyanguel-Bori
Tyanguel-Bori è un comune (in francese sous-préfecture) della Guinea, parte della regione di Labé e della prefettura di Lélouma.